# Hi5
Hi5 a fost unul dintre primele site-uri de socializare de mare succes, lansat în iunie 2003. Fondat de Ramu Yalamanchi, Hi5 a devenit rapid popular la nivel global, ajungând la zeci de milioane de utilizatori. În această perioadă, Hi5 a reprezentat o platformă de pionierat pentru interacțiunea socială online, fiind un precursor al unor rețele sociale mai recente, precum Facebook și Instagram.

## Istoria și Evoluția Hi5

### Lansare și Creștere Inițială
Hi5 a fost creat cu scopul de a facilita conectarea între prieteni și cunoștințe, permițând utilizatorilor să creeze profiluri personale, să adauge prieteni și să partajeze fotografii și mesaje. În primii ani, site-ul a înregistrat o creștere rapidă, devenind extrem de popular în America Latină, Asia și Europa de Est. În 2007, Hi5 avea peste 70 de milioane de utilizatori înregistrați și era una dintre cele mai vizitate site-uri de socializare din lume.

### Funcționalități și Caracteristici
Hi5 oferea o gamă variată de funcționalități, care au contribuit la popularitatea sa:
- Profiluri Personale: Utilizatorii puteau să își creeze profiluri detaliate, incluzând informații personale, interese și fotografii.
- Adăugarea Prietenilor: Similar cu alte rețele sociale, Hi5 permitea utilizatorilor să adauge prieteni și să construiască o rețea socială.
- Albume Foto: Utilizatorii puteau să încarce și să partajeze albume foto, ceea ce a fost una dintre cele mai atractive funcționalități ale site-ului.
- Mesaje Private și Publice: Platforma oferea opțiuni de mesagerie privată și comentarii publice pe profilurile prietenilor.
- Jocuri și Aplicații: Hi5 a integrat diverse jocuri și aplicații, similar cu ceea ce avea să facă mai târziu Facebook, adăugând un element de divertisment și interactivitate.

### Decline și Transformare
Pe măsură ce rețele sociale precum Facebook au început să câștige popularitate globală, Hi5 a început să își piardă din utilizatori. Motivele declinului includ lipsa inovației și a actualizărilor constante, probleme de securitate și confidențialitate, precum și concurența acerbă din partea altor platforme.
În 2011, Hi5 a fost achiziționat de compania Tagged, cu scopul de a-și consolida baza de utilizatori și de a se reorienta către piața jocurilor sociale. În urma achiziției, Hi5 s-a transformat treptat într-o platformă axată pe jocuri și divertisment, pierzându-și astfel identitatea inițială de rețea socială.

## Impactul Hi5 asupra Social Media
Deși Hi5 nu a reușit să își mențină poziția de lider pe termen lung, impactul său asupra evoluției rețelelor sociale a fost semnificativ. A deschis drumul pentru inovații în interacțiunea socială online și a demonstrat potențialul rețelelor sociale de a conecta oameni din întreaga lume. Hi5 a fost, de asemenea, un precursor al integrării jocurilor în platformele de socializare, o tendință care a devenit extrem de populară în anii următori.

## Moștenire
Hi5 rămâne un capitol important în istoria rețelelor sociale. Deși nu mai este platforma dominantă pe care a fost odată, povestea sa de creștere rapidă și declin accentuat oferă lecții valoroase despre dinamica pieței online și necesitatea inovației constante. Într-o lume digitală în continuă schimbare, Hi5 va fi amintit ca un pionier al social media, care a influențat și modelat interacțiunile sociale online pentru milioane de utilizatori din întreaga lume.

Hartă indicatoare a popularității site-ului Hi5.

| - Bahamas - Columbia - Costa Rica - Cipru - Dominica - Republica Dominicană | - Ecuador - El Salvador - Guatemala - Guyana - Haiti - Honduras | - Jamaica - Kuwait - Malta - Mauritius - Mexic | - Mongolia - Nepal - Nicaragua - Peru - Portugalia | - România - St. Kitts și Nevis - Tailanda - Trinidad și Tobago - Tunisia |